# Односи Грчке и Бугарске
Односи Грчке и Бугарске су инострани односи Хеленске Републике и Републике Бугарске.

## Историја односа
Краљевина Грчка и Краљевина Бугарска су биле савезници у Првом балканском рату. У том рату је успостављена заједничка граница између две државе.
Две државе су се сукобиле у три велика рата: Други балкански рат (Букурешки мир 1913.), Први светски рат (Солунски фронт, Солунско примирје, Нејски мировни уговор) и Други светски рат.

## Међународне организације
Обе државе су чланице Европске уније Грчка од 1981. а Бугарска од 2007.
Обе државе су чланице НАТО пакта Грчка од 1952. а Бугарска од 2004, док је раније Бугарска била чланица Варшавског пакта од 1955. до 1991.